# Lew Douglas
Lew Douglas (* 25. August 1912 in Grand Rapids/Michigan; † 11. November 1997 in Chicago Heights) war ein US-amerikanischer Arrangeur, Musikproduzent und Songwriter.

## Leben
Douglas wirkte während des Zweiten Weltkrieges als Arrangeur und Dirigent verschiedener Swingbands der US Army. Nach dem Krieg studierte er am Chicago Conservatory of Music und arbeitete danach freiberuflich als Arrangeur u. a. für die Bigbands von Ted Weems, Eddy Howard und Dan Belloc. Von der NBC wurde er als Arrangeur für Fernsehshows wie Dave Garroway at Large und Show of Shows engagiert.
In den 1950er und 1960er Jahren war er Chefarrangeur und -produzent des Labels Mercury Records in Chicago. In dieser Funktion war er an Titeln wie Kisses Sweeter Than Wine mit den The Weavers, The Bible Tells Me So mit Nick Noble, Two Hearts mit Pat Boone, Bewitched mit Bill Snyder und Confess mit Patti Page beteiligt. Weitere Musiker, mit denen er zusammenarbeitete, waren Etta James, Vic Damone, Eartha Kitt, Billy Daniels und Buddy Morrows Band. Mit dem Toningenieur Bill Puttman von der Universal Recording Corporation arbeitete er an Innovationen der Tonaufnahmetechnik, darunter den Hallräumen.
Ein Nummer-eins-Hit in den Billboard-Charts wurde 1952 sein Song Why Don’t You Believe Me mit Joni James, begleitet von Douglas selbst mit seinem Orchester. Auch seine Songs Have You Heard? (ebenfalls mit Joni James 1952) und Pretend (mit Nat King Cole, 1952) belegten vordere Plätze in den Billboard-Charts.